# 克里斯托弗一世
克里斯托弗一世（丹麥語：Christoffer I，1219年—1259年5月29日），丹麥與文德人的國王。

## 生平
克里斯托弗一世於1219年出生，最初被封為洛蘭島及法爾斯特島領主。

### 埃里克四世時期
1241年，瓦爾德馬二世逝世，兄長埃里克四世繼承王位。埃里克四世即位的翌年便與弟弟艾貝爾發生衝突，兩人的衝突直至1244年，共同計劃向愛沙尼亞發動十字軍東征為止。
1246年，埃里克四世企圖恢復父親瓦爾德馬二世在位時失去的土地，率領丹麥軍隊入侵荷爾斯泰因，艾貝爾是荷爾斯泰因伯爵約翰一世與格哈特一世的的監護人兼攝政，希望逼使兄長放棄此次入侵。翌年，克里斯托弗及弟弟布萊金厄公爵克努特，與及漢薩同盟城市呂貝克支持艾貝爾入侵日德蘭及菲因島，聯軍搜掠及焚燒蘭訥斯、里伯及奧登斯。同年，埃里克四世立即報復，重新佔據里伯和佔領艾貝爾領有的城市斯文堡。1247年，埃里克四世奪取菲因島的阿勒斯考城堡，以及將克里斯托弗和克努特擒獲。最後由他們的姊妹勃蘭登堡藩侯約翰一世夫人蘇菲亞調停下達成和解，丹麥仍然牢牢地由埃里克四世統治。
1249年，埃里克四世籌集軍隊東征，前去鞏固在愛沙尼亞的領土。當埃里克四世於1250年回程時，他帶領軍隊到達伦茨堡，為避免德意志諸侯的進攻，及讓他們知道埃里克四世仍是丹麥國王。艾貝爾在石勒蘇益格的戈托爾夫城堡為埃里克四世提供住宿。傍晚，埃里克四世與一名德意志戰士賭博，石勒蘇益格公爵的管家萊夫·吉蒙臣（Lave Gudmundsen）帶領着一群人士衝進門並俘虜國王。其中一個綁架者的用斧頭擊殺埃里克四世並斬首，其大體被放入施萊灣。第二天凌晨，兩位漁民的用網將埃里克四世無頭的屍體打撈起來。他們將屍體送到在石勒蘇益格的道明會修道院。埃里克四世的屍體於1258年被克里斯托弗一世轉移至聖本特教堂。

### 艾貝爾時期
埃里克四世死後沒有男嗣，艾貝爾在繼承王位前與24名貴族發出著名的誓言（丹麥語：dobbelt tolvter-ed），以澄清與弒殺埃里克四世無關。1250年11月1日，艾貝爾在維堡議會中自稱為國王。艾貝爾在位只有一年半，當收到北弗里斯蘭農民拒絕繳交稅款的消息，艾貝爾便徵集軍隊去討伐這些農民，卻於1252年6月29日在艾德施泰特半島被一名叫亨納（Henner）的車輪匠所殺。

### 在位時期
艾貝爾的長子瓦爾德馬此時尚未成年，被科隆大主教威廉·范·傑內普所控制，故克里斯托弗一世當選為丹麥國王。其後為要減少反對的聲音，於1253年將被荷爾斯泰因伯爵營救出來的瓦爾德馬封為石勒蘇益格公爵。克里斯托弗一世成為丹麥國王後，開始安排死於非命的兄長埃里克四世的封聖，並將弒君的責任推到艾貝爾身上。如果教宗認可，艾貝爾家族一系將會被失去繼承人的資格，克里斯托弗一世和他的子嗣便成為無可爭議的王位繼承人。
克里斯托弗一世大部分時間都在與許多的對手爭鬥。通過允許艾貝爾的兒子瓦爾德馬三世當上石勒蘇益格公爵，他阻止了一場全面內戰，但是卻成為陰謀和背叛的目標。日德蘭半島南部包括石勒蘇益格和荷爾斯泰因皆在這段時間獨立於國王。克里斯托弗一世最危險的敵人是隆德大主教雅各·埃蘭森，他與艾貝爾家族有密切的關係。雅各·埃蘭森主張的權利使他經常與克里斯托弗一世不和，克里斯托弗一世堅持認為教會應與其他土地的所有者一樣納稅，雅各·埃蘭森主教拒絕了他的堅持，竟然禁止住在或為教會工作的農民為克里斯托弗服兵役。雅各·埃蘭森也許是在丹麥王國中最富有的人，並堅持認為世俗政府無權控制教會及其財產與人員。並以對國王進行絕罰以表他不臣服於國王的意志。
當挪威國王哈康四世入侵哈蘭後，克里斯托弗一世於1256年與被阿貝爾家族干預而挑起紛爭的挪威和瑞典王國重修舊好。1258年，因為克里斯托弗一世徵收新房產稅而爆發農民起義。另一方面，隆德大主教雅各·埃蘭森於1257年拒絕承認克里斯托弗一世的長子埃里克為丹麥王位的合法繼承人，並威脅將任何主教為埃里克受膏為丹麥國王將會面臨絕罰。克里斯托弗一世終於忍無可忍，下令雅各·埃蘭森自己的兄弟逮捕大主教。克里斯托弗一世強迫雅各·埃蘭森穿上世俗的衣服和附加狐狸尾巴的帽子以羞辱之，大主教在國中遊街示眾至阿森斯附近，在那裡他鎖上並囚禁。雅各·埃蘭森已經在瓦埃勒教會理事會下令如果他被監禁，主教們應該宣布對整個國家進行絕罰，但沒有任何一位主教遵從。羅斯基勒主教佩得·邦逃往呂根島，並說服呂根島親王亞羅米爾二世入侵西蘭島，並於奈斯特維德戰役後佔領哥本哈根。此次與隆德大主教雅各·埃蘭森的糾紛，使克里斯托弗一世為兄長埃里克四世封聖的計劃觸礁。
1257年，石勒蘇益格公爵瓦爾德馬三世逝世，克里斯托弗一世企圖阻止他的弟弟埃里克一世成為石勒蘇益格公爵。但是瓦爾德馬三世的遺孀推動數位在德意志北部的貴族叛亂，令克里斯托弗一世逃往南日德蘭的里伯主教駐地避難。

#### 制度建設
克里斯托弗一世統治期間成立了丹麥議會，其如一個全國性的委員會，有着受限制的諮詢和司法職能。

#### 駕崩

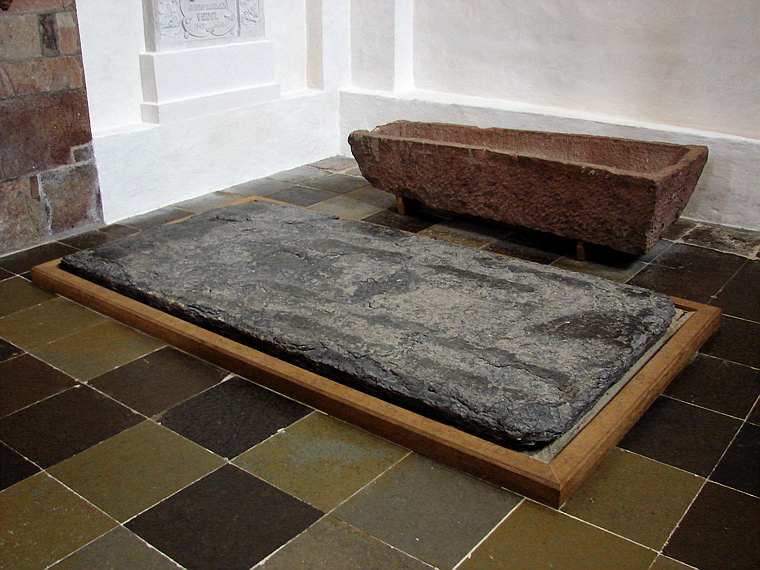
里伯主教座堂的克里斯托弗一世的墓地

1259年，當克里斯托弗一世進行聖餐禮時突然暴斃，由長子埃里克五世繼承王位。。雖然克里斯托弗一世被絕罰，仍於1259年5月29日葬於里伯主教座堂的高壇前面。傳聞修道院長為了報復克里斯托弗一世對教會及雅各·埃蘭森的錯誤處理方式，獻上有毒的葡萄酒使國王在飲下後死亡，克里斯托弗一世的盟友皆稱呼他為“Krist-Offer”（為基督而犧牲的）。

## 家庭
- 波美拉尼亞的瑪格麗特（英语：Margaret Sambiria）（約1230-1282）：1248年結婚，波美拉尼亞公爵桑博爾二世（英语：Sambor II, Duke of Pomerania）之女
  - 埃里克五世（1249-1286）：丹麥國王
    - 埃里克六世（1274-1319）：丹麥國王
    - 克里斯多福二世（1376-1332）：丹麥國王

  - 尼尔斯（？-1259）
  - 瓦爾德馬
  - 瑪蒂爾達（1250-約1300）：布蘭登堡-薩爾茲維德爾藩侯阿爾布雷希特三世夫人
  - 瑪格麗特（約1257-1306）：荷爾斯泰因-基爾伯爵（英语：Holstein-Kiel）約翰二世（英语：John II, Count of Holstein-Kiel）夫人
    - 阿道夫七世（？-1315）：荷爾斯泰因-塞格貝格伯爵（英语：Holstein-Segeberg）